# Phyciodes metharmeoides
Phyciodes metharmeoides är en fjärilsart som beskrevs av Anton Heinrich Fassl 1922. Phyciodes metharmeoides ingår i släktet Phyciodes och familjen praktfjärilar. Inga underarter finns listade i Catalogue of Life.